# بازحوض علیا
بازحوض علیا، روستایی سرسبز و خوش اب و هوا از توابع بخش احمدآباد شهرستان مشهد در استان خراسان رضوی ایران است.این روستا در دامنه رشته کوه بینالود واقع شده است. دارای زمستانهای بسیار سرد و تابستان های خنک میباشد و دارای باغات فراوان و یک چشمه اب گوارا و زیباو دو رشته قنات میباشد،خاک این روستا بسیار حاصلخیز و دارای مراتع سرسبزمیباشد.عمده فعالیت مردم این روستا باغداری و دامداری است.

## جمعیت
این روستا در دهستان سرجام قرار دارد و براساس سرشماری مرکز آمار ایران در سال ۱۳۸۵، جمعیت آن ۲۹۷ نفر ۶۸ خانوار) بوده‌است.این روستا در سال ۹۸ حدود (۱۰۰خانوار) ۴۰۰ نفر جمعیت دارد.